# John J. Cochran
Pour les articles homonymes, voir John Cochran et Cochran.
John Joseph Cochran, né le 11 août 1880 à Webster Groves et mort le 6 mars 1947 à Saint-Louis, est un homme politique américain. Il est député à la Chambre des représentants des États-Unis pour le Missouri entre 1926 et 1947.